# Branded and Exiled
Branded and Exiled е вторият студиен албум на германската хевиметъл банда Running wild, с над 250 000 продадени копия в целия свят.

## Списък на песните
1. Branded And Exiled – 3:53
2. Gods Of The Iron – 4:01
3. Realm Of Shades – 4:27
4. Mordor – 4:49
5. Fight The Oppression – 4:53
6. Evil Spirit – 3:18
7. Marching To Die – 4:35
8. Chains And Leather – 5:42

## Членове
- Rock'n'Rolf – вокал, китари
- Majk Moti – китари
- Stephan Boriss – бас
- Hasche – барабани